# Cambarus latimanus
Cambarus latimanus е вид ракообразно от семейство Cambaridae. Видът не е застрашен от изчезване.

## Разпространение и местообитание
Разпространен е в САЩ (Алабама, Джорджия, Северна Каролина, Тенеси, Флорида и Южна Каролина).
Обитава сладководни басейни, реки и потоци.